# Margarita Nelken
Margarita Nelken (Madrid, 5 luglio 1894 – Città del Messico, 8 marzo 1968) è stata una scrittrice, critica d'arte e politica spagnola, nota intellettuale e figura centrale nel primo movimento femminista spagnolo degli anni Venti e Trenta del Novecento.
Come membro del PSOE ottenne un seggio come deputato nelle tre legislature della Seconda Repubblica. Guidò il primo sciopero delle donne nelle fabbriche di tabacco; nel 1931 incoraggiò la rivolta contadina di Castilblanco (Badajoz, provincia per la quale era stata eletta deputata) e nel 1934 la rivolta asturiana che le costò la cessazione dell'immunità parlamentare e un anno di esilio, trascorso in parte in Unione Sovietica. Il 7 novembre 1936, durante la guerra civile, guidò la resistenza di Madrid dalla radio, dalle strade e dalla stessa sede del governo, riparato a Valencia. Entrò a far parte del Partito Comunista di Spagna (PCE), da cui verrà espulsa sei anni dopo. Dopo la fine della guerra, andò in esilio in Messico, dove morì.
La sorella, Carmen Eva Nelken, è stata un'attrice e scrittrice, conosciuta con lo pseudonimo di Magda Donato.

## Biografia
María Teresa Lea Nelken y Mansberger nasce a Madrid nel 1894. I suoi genitori, proprietari di una gioielleria, sono di origine ebraico-tedesca. Studia musica, pittura, lettere; impara a parlare correntemente francese, tedesco e inglese, oltre allo spagnolo nativo. All'età di 15 anni, scrive il suo primo articolo sugli affreschi di Goya della chiesa di Sant'Antonio della Florida a Madrid per la prestigiosa rivista d'arte londinese The Studio, seguito poco dopo da un articolo su El Greco pubblicato su Le Mercure de France.
Nel 1919 fonda in un quartiere di Madrid la "Casas Niños de España" che accoglie i figli delle madri lavoratrici single o maritate per offrire loro sostegno durante l'orario di lavoro e negli anni Venti tiene una rubrica su donne e femminismo nella rivista Blanco y Negro.
Insegna per quindici anni il corso annuale di pittura al Museo del Prado e per lungo tempo ricopre la carica di membro del Museo di Arte Moderna di Madrid.

### Produzione letteraria
Margarita Nelken frequenta i circoli intellettuali più famosi del tempo, dove è nota per la sua vasta cultura e la sua conoscenza delle lingue. Le è stata attribuita la prima traduzione di Kafka in spagnolo, La metamorfosis, pubblicata in forma anonima nella Revista de Occidente nel 1925. 
La prima fase della sua produzione letteraria (1919-1931) è legata alla sua militanza femminista. Nel 1919 pubblica il suo primo libro, La condición social de la mujer en España che desterà scandalo nella società dell'epoca: ad una maestra che farà conoscere il libro ai suoi studenti, il Ministero sospenderà lo stipendio e il posto di lavoro; il vescovo della diocesi dichiarerà la sua totale avversione per quest'opera, di cui si arriverà a discutere anche in Parlamento.
I suoi lavori includono il romanzo La trampa del arenal (1923), diversi racconti - fra cui Un suicidio (1923), El viaje a Paris (1925) El Orden (1931) - che trattano in modo spensierato diversi aspetti legati alla condizione femminile, e alcuni saggi, biografie di scrittrici e donne politiche spagnole: Maternología y puericultura (1926), En torno a nosotras (1927), Las escritoras españolas (1930), La mujer ante las Cortes Constituyentes (1931).
La seconda fase riguarda più strettamente la sua attività politica (1931-1939) e le sue convinzioni ideologiche, a cui resterà legata anche dopo l'esilio e l'espulsione dal PCE (1939-1943): Por qué hicimos la revolución (1936), in cui analizza le cause e le conseguenze della rivoluzione delle Asturie, Las torres del Kremlin (1943), una difesa a oltranza del sistema stalinista e dell'apparato sovietico, seguita l'anno successivo dall'opera poetica Primer frente dedicata all'Armata Rossa a cui si era unito il figlio Santiago dopo la fine della guerra civile spagnola.
L'esilio in Messico e il suo lavoro come critica d'arte la porteranno ad una ripresa della produzione - quasi esclusiva - di saggi artistici (1940-1968), come Escultura mexicana contemporánea (1951), Historia gráfica del arte occidental (1953), El expresionismo mexicano. Expresionismo en la plástica mexiacana de hoy (1964). Un'eccezione è rappresentata dal libro Los judíos en la cultura hispánica, ripubblicato in Spagna nel 2009.

### Carriera politica

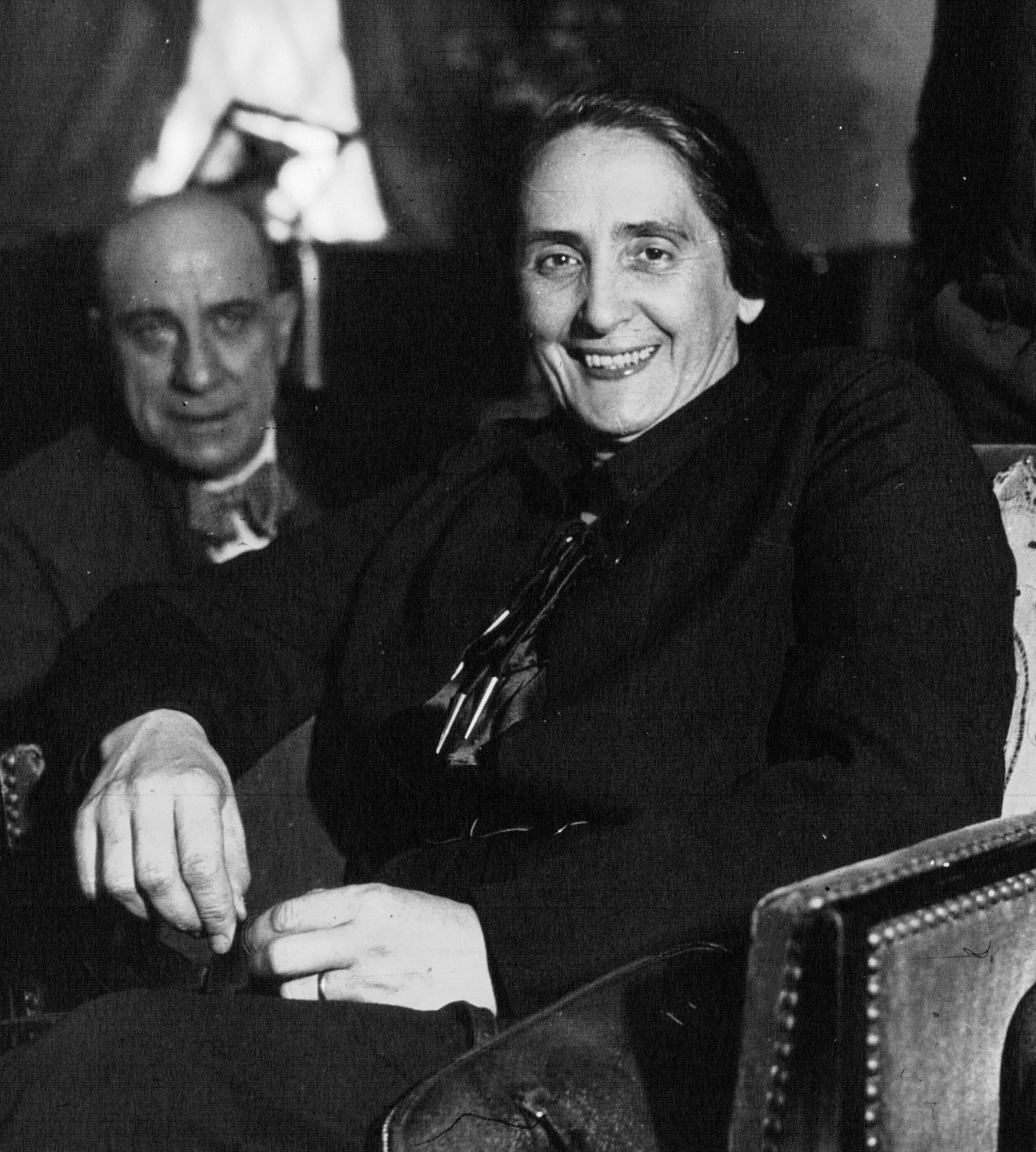
Dolores Ibárruri, Presidente del PCE (1944-1960), nel 1936

Nel 1931 diventa membro del Partito socialista. Candidata alle elezioni dell'ottobre 1931 per l'Agrupación Socialista di Badajoz, viene eletta al Parlamento. Vince anche le elezioni del novembre 1933 e del febbraio 1936. Sebbene sia una femminista, è contraria al voto per le donne, ritenendo che esse avrebbero votato seguendo le indicazioni del marito, del padre o del confessore.
Fervida sostenitrice della riforma agraria, è vittima degli attacchi della destra per le sue origini ebraico-tedesche e le sue convinzioni femministe. Dopo la rivoluzione asturiana del 1934 viene accusata di ribellione militare e lascia la Spagna. Mentre è in esilio, vive a Parigi e visita la Scandinavia e l'Unione Sovietica, raccogliendo fondi per le vittime della repressione.
Tornata in Spagna nel 1936, dopo l'inizio della guerra civile spagnola, rimane a Madrid, dove è promotrice della difesa della città e organizzatrice - ai fini della loro protezione - del trasferimento dei tesori artistici di Toledo nella Banca di Spagna. Fa parte del raggruppamento di donne antifasciste e dell'Associazione internazionale degli intellettuali antifascisti. È giornalista di guerra per i giornali Crónica, Estampa e Mundo Obrero e tiene discorsi radiofonici per tenere alto il morale dei miliziani. Delusa dalla leadership di Largo Caballero durante la difesa della capitale, nel dicembre del 1936 lascia il PSOE e si unisce al Partito Comunista (PCE), da cui sarà però espulsa nel 1942 per essersi opposta alla proposta politica dell'Unión Nacional Española (UNE) promossa dalla Presidente del PCE Dolores Ibárruri Gómez.
Le sue convinzioni politiche non muteranno: nel 1943 scrive Las torres del Kremlin, una difesa senza ripensamenti del sistema stalinista e dell'apparato sovietico, seguito l'anno successivo dall'opera poetica Primer frente dedicata all'Armata Rossa a cui si era unito il figlio Santiago che sarebbe morto combattendo sul fronte russo a Mitrofanovka.

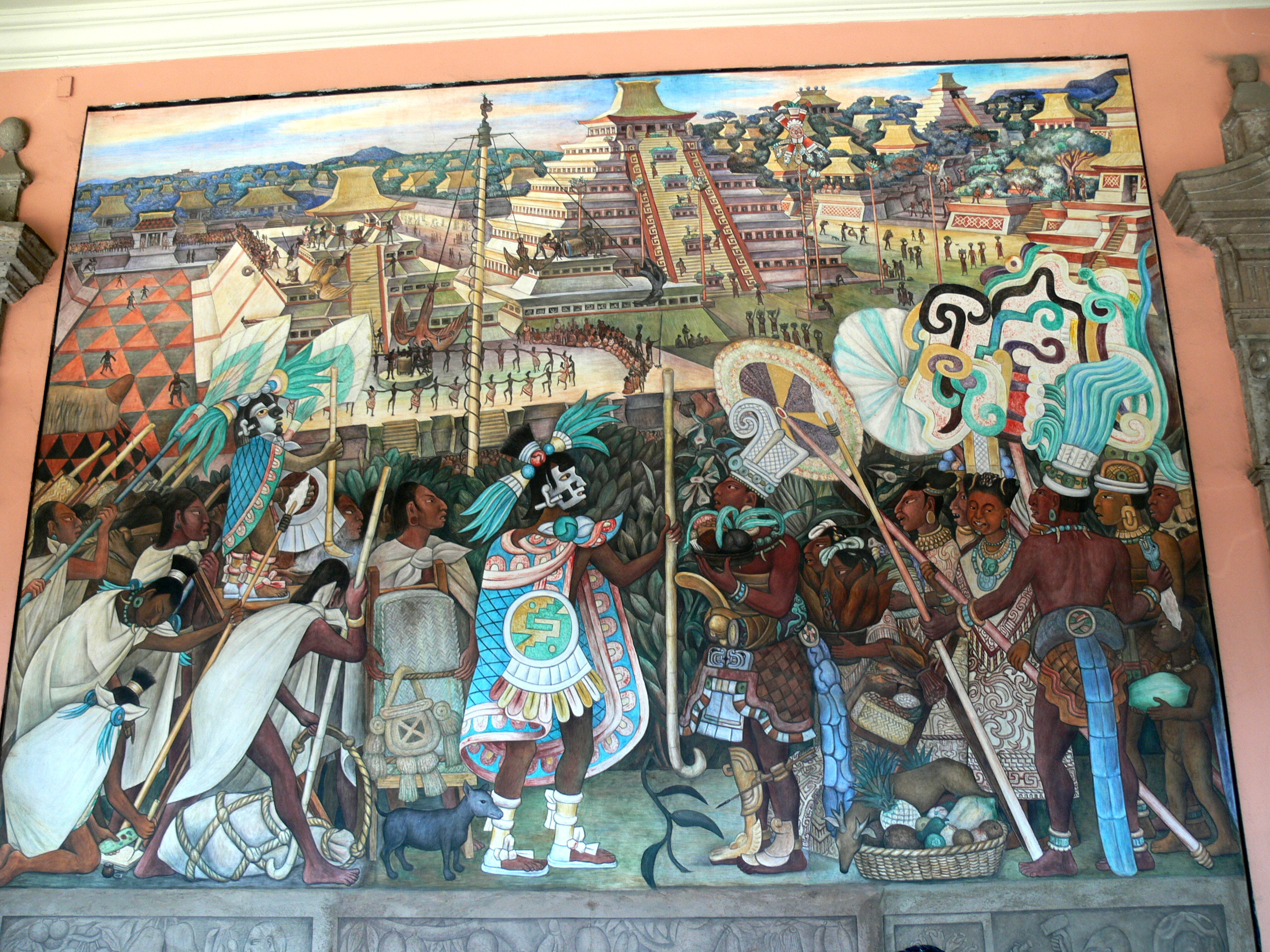
Città del Messico. Palacio Nacional. Murale di Diego Rivera

### Esilio e morte
Alla fine della guerra civile spagnola è costretta con la sorella ad andare in esilio in Messico, dove troverà lavoro come critica d'arte. L'ostracismo che le verrà riservato negli ambienti rivoluzionari, a causa della sua espulsione dal PCE, non le consentirà di seguire il movimento pittorico più importante del Messico, il muralismo, rappresentato dai pittori Diego Ribera e David Alfaro Siqueiros, membri del Partito Comunista messicano, e la orienterà verso altre tendenze: avanguardia, espressionismo, futurismo, geometrismo astratto.
In Messico scrive per diverse riviste d'arte, come Hoy, Presente, Excelsior, Tribuna Israelita, pubblica diversi saggi in cui descrive la produzione artistica messicana e un libro intitolato Los judíos en la cultura hispánica (1953), ripubblicato dall'editore Hebraica in Spagna nel 2009.
La morte dei suoi due figli - Santiago nel 1944, combattendo nell'Armata Rossa durante la seconda guerra mondiale, e Magda nel 1956, vittima di un cancro - l'hanno immersa in una crisi profonda. Si lamentò che la direzione del PCE, e in particolare Dolores Ibárruri, non l'avesse informata in tempo della morte del figlio. Furono le autorità sovietiche che, alla fine della guerra, lo fecero e le consegnarono la loro decorazione presso l'ambasciata sovietica a Città del Messico. In Messico tornò in contatto con figure dissidenti del PCE come Enrique Líster, che la apprezzava profondamente, e altre personalità esiliate come il suo vecchio amico Luis Jiménez de Asúa, esiliato a Buenos Aires e presidente della Repubblica in esilio dopo la morte di Diego Martínez Barrio. La sua corrispondenza e il suo archivio si trovano nell'Archivio Storico Nazionale di Madrid.
Muore a Città del Messico il 9 marzo 1968.

## Opere
- Glosario (Obras y artistas). Madrid, Librería Fernando Fe (1917)
- La condición social de la mujer en España. Su estado actual, su posible desarrollo. Barcelona, Ed. Minerva (1919)
- La trampa del arenal. Novela. Madrid, Librería de los Sucesores de Hernando (1923)
- La aventura de Roma. La novela de hoy, Madrid, Suc. de Rivadeneyra (1923)
- Maternología y puericultura. (1926)
- En torno a nosotras (diálogo socrático). Madrid, Editorial Páez (1927)
- Johann Wolfgana von Goethe. Historia del hombre que tuvo el mundo en la mano. Madrid, Ediciones Biblos (¿1929?)
- Tres tipos de Vírgenes: Angélico, Rafael, Alonso Cano'.  Madrid, "Cuadernos Literarios", Imp. de Ciudad Lineal (1929)
- Las escritoras españolas. Barcelona, Editorial Labor, (1930)
- La mujer ante las Cortes Constituyentes. (1931)
- Por qué hicimos la revolución. Barcelona, París, New York, Ediciones Sociales Internacionales, (1936)
- Las torres del Kremlin. (1943)
- Primer frente. (1944)
- Escultura mexicana contemporánea. México, Ediciones Mexicanas (1951)
- Baxte. México, Ediciones Mexicanas (1951)
- Historia gráfica del arte occidental. Buenos Aires, Editorial Poseidón(1953)
- Los judíos en la cultura hispánica (1953)
- Raúl Anguiano. México, Editorial Estaciones (1958)
- Carlos Orozco Romero. México, UNAM (1959)
- Nuevos aspectos de la plástica mexicana. México, D. F.Artes De México,(1961)
- Carlos Mérida. México, UNAM (1961)
- Ignacio Asúnsolo. México, UNAM (1962)
- El expresionismo mexicano. El expresionismo en la plástica mexicana de hoy. México, Instituto Nacional de Bellas Artes, (1964)
- Quince pintores y escultores. México, Galerías Mer-Kup (1968)
- Los judíos en la cultura hispánica. Madrid, Hebraica,(2009)